# Kranídi
Kranídi (Kranidi) är en kommunhuvudort i Grekland.   Den ligger i prefekturen Nomós Argolídos och regionen Peloponnesos, i den sydöstra delen av landet, 80 km sydväst om huvudstaden Aten. Kranídi ligger 163 meter över havet och antalet invånare är 4 006.
Terrängen runt Kranídi är platt åt sydväst, men åt nordost är den kuperad. Kranídi är det största samhället i trakten. Trakten runt Kranídi består till största delen av jordbruksmark.